# Magdalena Matschina
Magdalena Matschina (23 de marzo de 2005) es una deportista alemana que compite en luge en la modalidad doble. Ganó dos medallas en el Campeonato Mundial de Luge de 2025, plata en la prueba doble mixta y bronce en la prueba doble.

## Palmarés internacional
| Campeonato Mundial | Campeonato Mundial | Campeonato Mundial | Campeonato Mundial |
| Año                | Lugar              | Medalla            | Prueba             |
| ------------------ | ------------------ | ------------------ | ------------------ |
| 2025               | Whistler (Canadá)  | Medalla de plata   | Doble mixto        |
| 2025               | Whistler (Canadá)  | Medalla de bronce  | Doble              |